# Catadacus haywardi
Catadacus haywardi là một loài tò vò trong họ Ichneumonidae.